# FIFA Arab Cup 2021
De FIFA Arab Cup 2021 (Arabisch: كأس العرب 2021) was een voetbaltoernooi voor landen uit de Arabische wereld. Deze eerste editie werd gespeeld in Qatar. Het toernooi werd voorafgegaan aan een ander toernooi in dezelfde regio, de Arab Nations Cup. Een jaar voordat in dat land het Wereldkampioenschap voetbal 2022 gespeeld wordt. Het wordt daarom gezien als voorbereiding op dat toernooi. De wedstrijden vinden plaats tussen 30 november en 18 december 2021. Het kwalificatietoernooi vindt in juni 2021 plaats.
Algerije won het toernooi. In de finale werd Tunesie verslagen met 2–0. Qatar werd derde.

## Opzet
Van de 23 deelnemende landen plaatst de top 10 zich direct voor de groepsfase. Hierbij wordt gekeken naar de FIFA-ranking van april 2021. De overige 13 landen spelen eerst een kwalificatieronde. Vanuit de kwalificatieronde kwalificeerden 6 landen zich ook voor het de groepsfase. In totaal deden dus 16 landen mee aan de groepsfase. Die landen werden verdeel in vier groepen van 4. Vanuit de groepsfase kwalificeerden zich uit iedere poule twee landen voor de knock-outfase.

### Deelnemende landen

Landen die zijn gekwalificeerd zonder kwalificatiewedstrijden te hoeven spelen.
Landen die zijn gekwalificeerd nadat er kwalificatiewedstrijden gespeeld zijn.
Landen die uitgeschakeld zijn na het spelen van kwalificatiewedstrijden.
Landen die geen lid zijn van de UAFA.

| AFC                          | CAF         |
| ---------------------------- | ----------- |
| Bahrein                      | Algerije    |
| Irak                         | Comoren     |
| Jordanië                     | Djibouti    |
| Koeweit                      | Egypte      |
| Libanon                      | Libië       |
| Oman                         | Mauritanië  |
| Palestina                    | Marokko     |
| Qatar                        | Somalië     |
| Saoedi-Arabië                | Soedan      |
| Syrië                        | Tunesië     |
| Verenigde Arabische Emiraten | Zuid-Soedan |
| Jemen                        |             |

## Stadions
| Al Rayyan                                | Al Rayyan                           | Al Rayyan                           | · Doha Lusail Al Khawr Al Wakrah Al Rayyan | · Doha Lusail Al Khawr Al Wakrah Al Rayyan | · Doha Lusail Al Khawr Al Wakrah Al Rayyan |
| Education Citystadion Capaciteit: 40.000 | Al Rayyanstadion Capaciteit: 40.000 | Khalifastadion Capaciteit: 40.000   | · Doha Lusail Al Khawr Al Wakrah Al Rayyan | · Doha Lusail Al Khawr Al Wakrah Al Rayyan | · Doha Lusail Al Khawr Al Wakrah Al Rayyan |
|                                          |                                     |                                     | · Doha Lusail Al Khawr Al Wakrah Al Rayyan | · Doha Lusail Al Khawr Al Wakrah Al Rayyan | · Doha Lusail Al Khawr Al Wakrah Al Rayyan |
| Doha                                     | Al Khawr                            | Al Wakrah                           | · Doha Lusail Al Khawr Al Wakrah Al Rayyan | · Doha Lusail Al Khawr Al Wakrah Al Rayyan | · Doha Lusail Al Khawr Al Wakrah Al Rayyan |
| Stadion 974 Capaciteit: 40.000           | Al Baytstadion Capaciteit: 60.000   | Al Janoubstadion Capaciteit: 40.000 | · Doha Lusail Al Khawr Al Wakrah Al Rayyan | · Doha Lusail Al Khawr Al Wakrah Al Rayyan | · Doha Lusail Al Khawr Al Wakrah Al Rayyan |
| Al Thumamastadion Capaciteit: 40.000     |                                     |                                     | · Doha Lusail Al Khawr Al Wakrah Al Rayyan | · Doha Lusail Al Khawr Al Wakrah Al Rayyan | · Doha Lusail Al Khawr Al Wakrah Al Rayyan |
|                                          |                                     |                                     | · Doha Lusail Al Khawr Al Wakrah Al Rayyan | · Doha Lusail Al Khawr Al Wakrah Al Rayyan | · Doha Lusail Al Khawr Al Wakrah Al Rayyan |

## Loting
De loting vond plaats op 27 april 2021. Het werd gehouden in het Katara Opera House om 21:00. Bij de loting was Manolo Zubiria namens de FIFA aanwezig. Hij werd bij de loting geassisteerd door vier voormalige voetballers, Wael Gomaa (Egypte), Nawaf Al-Temyat (Saudi-Arabië), Haitham Mustafa (Soedan) en Younis Mahmoud (Irak).
Het is niet volledig bekend welke landen gaan deelnemen aan de groepsfase op het moment van de loting, omdat 14 landen nog in de kwalificatieronde uitkomen. De 9 landen waarvan bekend is dat zij meedoen zijn geplaatst in pot A, pot B en pot C. De landen die nog een kwalificatiewedstrijd moeten spelen zijn verdeeld over pot C en pot D. Voor de wedstrijden uit de kwalificatieronde werd niet geloot. De FIFA-ranking bepaalde daar welke landen tegen elkaar spelen. De hoogst geklasseerde speelt tegen de laagste geklasseerde, enzovoort.
| Pot 1                                              | Pot 2                                                                      | Pot 3                                                   | Pot 4                                                       |
| -------------------------------------------------- | -------------------------------------------------------------------------- | ------------------------------------------------------- | ----------------------------------------------------------- |
| Qatar (58) Tunesië (26) Algerije (33) Marokko (34) | Egypte (46) Saoedi-Arabië (65) Irak (68) Verenigde Arabische Emiraten (73) | Syrië (79) Kwalificatie 1 Kwalificatie 2 Kwalificatie 3 | Kwalificatie 4 Kwalificatie 5 Kwalificatie 6 Kwalificatie 7 |

## Kwalificatieronde
|                                                              |                                       |              |           |                                                                                      |
| Kwalificatie 1 20 juni 2021 «onderlinge duels» 20:00 (UTC+3) | Oman                                  | 2–1          | Somalië   | Jassim Bin Hamadstadion, Doha Toeschouwers: 551 Scheidsrechter: Benoît Bastien (FRA) |
| Kwalificatie 1 20 juni 2021 «onderlinge duels» 20:00 (UTC+3) | Al-Ghassani 12' Al-Yahyaei 36' (pen.) | Externe link | 54' Gigli | Jassim Bin Hamadstadion, Doha Toeschouwers: 551 Scheidsrechter: Benoît Bastien (FRA) |

|                                                              |              |              |          |                                                                                             |
| Kwalificatie 2 23 juni 2021 «onderlinge duels» 20:00 (UTC+3) | Libanon      | 1–0          | Djibouti | Khalifa Internationaal Stadion, Doha Toeschouwers: 739 Scheidsrechter: Benoît Bastien (FRA) |
| Kwalificatie 2 23 juni 2021 «onderlinge duels» 20:00 (UTC+3) | El-Helwe 46' | Externe link |          | Khalifa Internationaal Stadion, Doha Toeschouwers: 739 Scheidsrechter: Benoît Bastien (FRA) |

|                                                              |              |                    |             |                                      |
| Kwalificatie 3 21 juni 2021 «onderlinge duels» 20:00 (UTC+3) | Jordanië     | 3–0 (reglementair) | Zuid-Soedan | Khalifa Internationaal Stadion, Doha |
| Kwalificatie 3 21 juni 2021 «onderlinge duels» 20:00 (UTC+3) | Externe link |                    |             | Khalifa Internationaal Stadion, Doha |

|                                                              |                     |              |         |                                                                                               |
| Kwalificatie 4 25 juni 2021 «onderlinge duels» 20:00 (UTC+3) | Bahrein             | 2–0          | Koeweit | Khalifa Internationaal Stadion, Doha Toeschouwers: 354 Scheidsrechter: Mustapha Ghorbal (ALG) |
| Kwalificatie 4 25 juni 2021 «onderlinge duels» 20:00 (UTC+3) | Haram 74' Isa 90+4' | Externe link |         | Khalifa Internationaal Stadion, Doha Toeschouwers: 354 Scheidsrechter: Mustapha Ghorbal (ALG) |

|                                                              |                        |              |       |                                                                                        |
| Kwalificatie 5 22 juni 2021 «onderlinge duels» 20:00 (UTC+3) | Mauritanië             | 2–0          | Jemen | Jassim Bin Hamadstadion, Doha Toeschouwers: 187 Scheidsrechter: Maurizio Mariani (ITA) |
| Kwalificatie 5 22 juni 2021 «onderlinge duels» 20:00 (UTC+3) | Diakhité 18' Tanjy 85' | Externe link |       | Jassim Bin Hamadstadion, Doha Toeschouwers: 187 Scheidsrechter: Maurizio Mariani (ITA) |

|                                                              |                                                   |              |           |                                                                                      |
| Kwalificatie 6 24 juni 2021 «onderlinge duels» 20:00 (UTC+3) | Palestina                                         | 5–1          | Comoren   | Jassim Bin Hamadstadion, Doha Toeschouwers: 451 Scheidsrechter: Daniele Doveri (ITA) |
| Kwalificatie 6 24 juni 2021 «onderlinge duels» 20:00 (UTC+3) | Kharoub 35' Dabbagh 42' Seyam 56', 72' Batran 81' | Externe link | 5' Moussa | Jassim Bin Hamadstadion, Doha Toeschouwers: 451 Scheidsrechter: Daniele Doveri (ITA) |

|                                                              |       |              |                         |                                                                                                  |
| Kwalificatie 7 19 juni 2021 «onderlinge duels» 20:00 (UTC+3) | Libië | 0–1          | Soedan                  | Khalifa Internationaal Stadion, Doha Toeschouwers: 3.523 Scheidsrechter: Saoud Ali Al-Adba (QAT) |
| Kwalificatie 7 19 juni 2021 «onderlinge duels» 20:00 (UTC+3) |       | Externe link | 15' (pen.) Abdel Rahman | Khalifa Internationaal Stadion, Doha Toeschouwers: 3.523 Scheidsrechter: Saoud Ali Al-Adba (QAT) |

## Groepsfase

### Groep A
| Pos. | Land    | GW | W | G | V | DV | DT | +/− | Ptn. |
| ---- | ------- | -- | - | - | - | -- | -- | --- | ---- |
| 1    | Qatar   | 3  | 3 | 0 | 0 | 7  | 1  | +6  | 9    |
| 2    | Oman    | 3  | 1 | 1 | 1 | 5  | 3  | +2  | 4    |
| 3    | Irak    | 3  | 0 | 2 | 1 | 1  | 4  | –3  | 2    |
| 4    | Bahrein | 3  | 0 | 1 | 2 | 0  | 4  | –4  | 1    |

|                                                   |                          |              |                       |                                                                                     |
| 30 november 2021 «onderlinge duels» 16:00 (UTC+3) | Irak                     | 1–1          | Oman                  | Al Janoubstadion, Al Wakrah Toeschouwers: 1.576 Scheidsrechter: Said Martínez (HON) |
| 30 november 2021 «onderlinge duels» 16:00 (UTC+3) | Abdulkareem 90+8' (pen.) | Externe link | 78' (pen.) Al-Yahyaei | Al Janoubstadion, Al Wakrah Toeschouwers: 1.576 Scheidsrechter: Said Martínez (HON) |

|                                                   |           |              |         |                                                                                      |
| 30 november 2021 «onderlinge duels» 19:30 (UTC+3) | Qatar     | 1–0          | Bahrein | Al Baytstadion, Al Khawr Toeschouwers: 47.813 Scheidsrechter: Szymon Marciniak (POL) |
| 30 november 2021 «onderlinge duels» 19:30 (UTC+3) | Hatem 69' | Externe link |         | Al Baytstadion, Al Khawr Toeschouwers: 47.813 Scheidsrechter: Szymon Marciniak (POL) |

|                                                  |              |     |      |                                                                                 |
| 3 december 2021 «onderlinge duels» 13:00 (UTC+3) | Bahrein      | 0–0 | Irak | Al Thumamastadion, Doha Toeschouwers: 2.576 Scheidsrechter: Janny Sikazwe (ZAM) |
| 3 december 2021 «onderlinge duels» 13:00 (UTC+3) | Externe link |     |      | Al Thumamastadion, Doha Toeschouwers: 2.576 Scheidsrechter: Janny Sikazwe (ZAM) |

|                                                  |              |              |                                     |                                                                                            |
| 3 december 2021 «onderlinge duels» 16:00 (UTC+3) | Oman         | 1–2          | Qatar                               | Education Citystadion, Ar Rayyan Toeschouwers: 23.254 Scheidsrechter: Wilton Sampaio (BRA) |
| 3 december 2021 «onderlinge duels» 16:00 (UTC+3) | Al-Hajri 74' | Externe link | 32' (pen.) Afif 90+7' (e.d.) Durbin | Education Citystadion, Ar Rayyan Toeschouwers: 23.254 Scheidsrechter: Wilton Sampaio (BRA) |

|                                                  |                                |              |         |                                                                                      |
| 6 december 2021 «onderlinge duels» 22:00 (UTC+3) | Oman                           | 3–0          | Bahrein | Ahmed bin Alistadion, Ar Rayyan Toeschouwers: 2.477 Scheidsrechter: Ryuji Sato (JPN) |
| 6 december 2021 «onderlinge duels» 22:00 (UTC+3) | Al-Alawi 41', 50' Al-Hajri 59' | Externe link |         | Ahmed bin Alistadion, Ar Rayyan Toeschouwers: 2.477 Scheidsrechter: Ryuji Sato (JPN) |

|                                                  |                                  |              |      |                                                                                    |
| 6 december 2021 «onderlinge duels» 22:00 (UTC+3) | Qatar                            | 3–0          | Irak | Al Baytstadion, Al Khawr Toeschouwers: 23.008 Scheidsrechter: Bakary Gassama (GAM) |
| 6 december 2021 «onderlinge duels» 22:00 (UTC+3) | Ali 82' Afif 84' Al-Haydos 90+4' | Externe link |      | Al Baytstadion, Al Khawr Toeschouwers: 23.008 Scheidsrechter: Bakary Gassama (GAM) |

### Groep B
| Pos. | Land       | GW | W | G | V | DV | DT | +/− | Ptn. |
| ---- | ---------- | -- | - | - | - | -- | -- | --- | ---- |
| 1    | Tunesië    | 3  | 2 | 0 | 1 | 7  | 3  | +4  | 6    |
| 2    | V.A.E.     | 3  | 2 | 0 | 1 | 3  | 2  | +1  | 6    |
| 3    | Syrië      | 3  | 1 | 0 | 2 | 4  | 5  | –1  | 3    |
| 4    | Mauritanië | 3  | 1 | 0 | 2 | 3  | 7  | –4  | 3    |

|                                                   |                                                   |              |                      |                                                                                           |
| 30 november 2021 «onderlinge duels» 13:00 (UTC+3) | Tunesië                                           | 5–1          | Mauritanië           | Ahmed bin Alistadion, Ar Rayyan Toeschouwers: 2.494 Scheidsrechter: Alireza Faghani (IRN) |
| 30 november 2021 «onderlinge duels» 13:00 (UTC+3) | Jaziri 39', 45+2' Ben Larbi 42', 51' Msakni 90+1' | Externe link | 45+12' (pen.) Bessam | Ahmed bin Alistadion, Ar Rayyan Toeschouwers: 2.494 Scheidsrechter: Alireza Faghani (IRN) |

|                                                   |                    |              |               |                                                                           |
| 30 november 2021 «onderlinge duels» 22:00 (UTC+3) | V.A.E.             | 2–1          | Syrië         | Stadion 974, Doha Toeschouwers: 4.129 Scheidsrechter: Janny Sikazwe (ZAM) |
| 30 november 2021 «onderlinge duels» 22:00 (UTC+3) | Caio 24' Saleh 30' | Externe link | 60' Al Salama | Stadion 974, Doha Toeschouwers: 4.129 Scheidsrechter: Janny Sikazwe (ZAM) |

|                                                  |            |              |               |                                                                            |
| 3 december 2021 «onderlinge duels» 19:00 (UTC+3) | Mauritanië | 0–1          | V.A.E.        | Stadion 974, Doha Toeschouwers: 3.316 Scheidsrechter: Andrés Matonte (URU) |
| 3 december 2021 «onderlinge duels» 19:00 (UTC+3) |            | Externe link | 90+3' Ibrahim | Stadion 974, Doha Toeschouwers: 3.316 Scheidsrechter: Andrés Matonte (URU) |

|                                                  |                      |              |         |                                                                                              |
| 3 december 2021 «onderlinge duels» 22:00 (UTC+3) | Syrië                | 2–0          | Tunesië | Al Baytstadion, Al Khawr Toeschouwers: 15.913 Scheidsrechter: Fernando Hernández Gómez (MEX) |
| 3 december 2021 «onderlinge duels» 22:00 (UTC+3) | Kass Kawo 4' Anz 47' | Externe link |         | Al Baytstadion, Al Khawr Toeschouwers: 15.913 Scheidsrechter: Fernando Hernández Gómez (MEX) |

|                                                  |              |              |                        |                                                                                      |
| 6 december 2021 «onderlinge duels» 18:00 (UTC+3) | Syrië        | 1–2          | Mauritanië             | Al Janoubstadion, Al Wakrah Toeschouwers: 8.539 Scheidsrechter: Wilton Sampaio (BRA) |
| 6 december 2021 «onderlinge duels» 18:00 (UTC+3) | Al Baher 52' | Externe link | 50' Soueid 90+5' Tanjy | Al Janoubstadion, Al Wakrah Toeschouwers: 8.539 Scheidsrechter: Wilton Sampaio (BRA) |

|                                                  |            |              |        |                                                                                   |
| 6 december 2021 «onderlinge duels» 18:00 (UTC+3) | Tunesië    | 1–0          | V.A.E. | Al Thumamastadion, Doha Toeschouwers: 14.272 Scheidsrechter: Daniel Siebert (GER) |
| 6 december 2021 «onderlinge duels» 18:00 (UTC+3) | Jaziri 10' | Externe link |        | Al Thumamastadion, Doha Toeschouwers: 14.272 Scheidsrechter: Daniel Siebert (GER) |

### Groep C
| Pos. | Land          | GW | W | G | V | DV | DT | +/− | Ptn. |
| ---- | ------------- | -- | - | - | - | -- | -- | --- | ---- |
| 1    | Marokko       | 3  | 3 | 0 | 0 | 9  | 0  | +9  | 9    |
| 2    | Jordanië      | 3  | 2 | 0 | 1 | 6  | 5  | +1  | 6    |
| 3    | Saoedi-Arabië | 3  | 0 | 1 | 2 | 1  | 3  | –2  | 1    |
| 4    | Palestina     | 3  | 0 | 1 | 2 | 2  | 10 | –8  | 1    |

|                                                  |                                              |              |           |                                                                                      |
| 1 december 2021 «onderlinge duels» 19:00 (UTC+3) | Marokko                                      | 4–0          | Palestina | Al Janoubstadion, Al Wakrah Toeschouwers: 3.843 Scheidsrechter: Matthew Conger (NZL) |
| 1 december 2021 «onderlinge duels» 19:00 (UTC+3) | Nahiri 31' Hafidi 56', 64' Benoun 87' (pen.) | Externe link |           | Al Janoubstadion, Al Wakrah Toeschouwers: 3.843 Scheidsrechter: Matthew Conger (NZL) |

|                                                  |               |              |                       |                                                                                           |
| 1 december 2021 «onderlinge duels» 22:00 (UTC+3) | Saoedi-Arabië | 0–1          | Jordanië              | Education Citystadion, Ar Rayyan Toeschouwers: 4.777 Scheidsrechter: Bakary Gassama (GAM) |
| 1 december 2021 «onderlinge duels» 22:00 (UTC+3) |               | Externe link | Al-Dawsari 62' (e.d.) | Education Citystadion, Ar Rayyan Toeschouwers: 4.777 Scheidsrechter: Bakary Gassama (GAM) |

|                                                  |          |              |                                                     |                                                                                         |
| 4 december 2021 «onderlinge duels» 13:00 (UTC+3) | Jordanië | 0–4          | Marokko                                             | Ahmed bin Alistadion, Ar Rayyan Toeschouwers: 7.890 Scheidsrechter: Facundo Tello (ARG) |
| 4 december 2021 «onderlinge duels» 13:00 (UTC+3) |          | Externe link | 4' Jabrane 25' Benoun 45+3' Chibi 88' (pen.) Rahimi | Ahmed bin Alistadion, Ar Rayyan Toeschouwers: 7.890 Scheidsrechter: Facundo Tello (ARG) |

|                                                  |              |              |               |                                                                                          |
| 4 december 2021 «onderlinge duels» 22:00 (UTC+3) | Palestina    | 1–1          | Saoedi-Arabië | Education Citystadion, Ar Rayyan Toeschouwers: 3.075 Scheidsrechter: Said Martínez (HON) |
| 4 december 2021 «onderlinge duels» 22:00 (UTC+3) | Rashid 45+2' | Externe link | 81' Al-Hamdan | Education Citystadion, Ar Rayyan Toeschouwers: 3.075 Scheidsrechter: Said Martínez (HON) |

|                                                  |                          |              |               |                                                                                  |
| 7 december 2021 «onderlinge duels» 18:00 (UTC+3) | Marokko                  | 1–0          | Saoedi-Arabië | Al Thumamastadion, Doha Toeschouwers: 8.502 Scheidsrechter: Andrés Matonte (URU) |
| 7 december 2021 «onderlinge duels» 18:00 (UTC+3) | El Berkaoui 45+4' (pen.) | Externe link |               | Al Thumamastadion, Doha Toeschouwers: 8.502 Scheidsrechter: Andrés Matonte (URU) |

|                                                  |                                                                         |              |           |                                                                             |
| 7 december 2021 «onderlinge duels» 18:00 (UTC+3) | Jordanië                                                                | 5–1          | Palestina | Stadion 974, Doha Toeschouwers: 9.750 Scheidsrechter: Alireza Faghani (IRN) |
| 7 december 2021 «onderlinge duels» 18:00 (UTC+3) | Abdel-Rahman 9' (pen.) Al-Dardour 24' Al-Mardi 82' Al-Naimat 86', 90+1' | Externe link | 44' Seyam | Stadion 974, Doha Toeschouwers: 9.750 Scheidsrechter: Alireza Faghani (IRN) |

### Groep D
| Pos. | Land     | GW | W | G | V | DV | DT | +/− | Ptn. |
| ---- | -------- | -- | - | - | - | -- | -- | --- | ---- |
| 1    | Algerije | 3  | 2 | 1 | 0 | 7  | 1  | +6  | 7    |
| 2    | Egypte   | 3  | 2 | 1 | 0 | 7  | 1  | +6  | 7    |
| 3    | Libanon  | 3  | 1 | 0 | 2 | 1  | 2  | –1  | 3    |
| 4    | Soedan   | 3  | 0 | 0 | 3 | 0  | 10 | –10 | 0    |

|                                                  |                                             |              |        |                                                                                      |
| 1 december 2021 «onderlinge duels» 13:00 (UTC+3) | Algerije                                    | 4–0          | Soedan | Ahmed bin Alistadion, Ar Rayyan Toeschouwers: 2.203 Scheidsrechter: Ryuji Sato (JPN) |
| 1 december 2021 «onderlinge duels» 13:00 (UTC+3) | Bounedjah 11', 37' Benlamri 43' Soudani 46' | Externe link |        | Ahmed bin Alistadion, Ar Rayyan Toeschouwers: 2.203 Scheidsrechter: Ryuji Sato (JPN) |

|                                                  |                  |              |         |                                                                                   |
| 1 december 2021 «onderlinge duels» 16:00 (UTC+3) | Egypte           | 1–0          | Libanon | Al Thumamastadion, Doha Toeschouwers: 11.757 Scheidsrechter: Daniel Siebert (GER) |
| 1 december 2021 «onderlinge duels» 16:00 (UTC+3) | Afsha 71' (pen.) | Externe link |         | Al Thumamastadion, Doha Toeschouwers: 11.757 Scheidsrechter: Daniel Siebert (GER) |

|                                                  |         |              |                                 |                                                                                        |
| 4 december 2021 «onderlinge duels» 16:00 (UTC+3) | Libanon | 0–2          | Algerije                        | Al Janoubstadion, Al Wakrah Toeschouwers: 9.405 Scheidsrechter: Szymon Marciniak (POL) |
| 4 december 2021 «onderlinge duels» 16:00 (UTC+3) |         | Externe link | 69' (pen.) Brahimi 90+3'Meziani | Al Janoubstadion, Al Wakrah Toeschouwers: 9.405 Scheidsrechter: Szymon Marciniak (POL) |

|                                                  |        |              |                                                              |                                                                             |
| 4 december 2021 «onderlinge duels» 19:00 (UTC+3) | Soedan | 0–5          | Egypte                                                       | Stadion 974, Doha Toeschouwers: 14.464 Scheidsrechter: Matthew Conger (NZL) |
| 4 december 2021 «onderlinge duels» 19:00 (UTC+3) |        | Externe link | 4' Refaat 13' (pen.) Zizo 31' El-Wensh 57' Faisal 80' Sherif | Stadion 974, Doha Toeschouwers: 14.464 Scheidsrechter: Matthew Conger (NZL) |

|                                                  |            |              |              |                                                                                      |
| 7 december 2021 «onderlinge duels» 22:00 (UTC+3) | Algerije   | 1–1          | Egypte       | Al Janoubstadion, Al Wakrah Toeschouwers: 32.418 Scheidsrechter: Facundo Tello (ARG) |
| 7 december 2021 «onderlinge duels» 22:00 (UTC+3) | Tougai 20' | Externe link | 60' El Solia | Al Janoubstadion, Al Wakrah Toeschouwers: 32.418 Scheidsrechter: Facundo Tello (ARG) |

|                                                  |                        |              |        | |
| 7 december 2021 «onderlinge duels» 22:00 (UTC+3) | Libanon                | 1–0          | Soedan | Education Citystadion, Ar Rayyan Toeschouwers: 5.991 Scheidsrechter: Fernando Hernández Gómez (MEX) |
| 7 december 2021 «onderlinge duels» 22:00 (UTC+3) | Abu Ehsrein 76' (e.d.) | Externe link |        | Education Citystadion, Ar Rayyan Toeschouwers: 5.991 Scheidsrechter: Fernando Hernández Gómez (MEX) |

## Knock-outfase
|  | kwartfinale             | kwartfinale        |                        |       | halve finale       | halve finale       |       |  | finale | finale |
|  |                         |                    |                        |       |                    |                    |       |  |        |        |
|  | 10 december – Al Rayyan |                    |                        |       |                    |                    |       |  |        |        |
|  |                         |                    |                        |       |                    |                    |       |  |        |        |
|  | Tunesië                 | 2                  |                        |       |                    |                    |       |  |        |        |
|  | Tunesië                 | 2                  | 15 december – Doha     |       |                    |                    |       |  |        |        |
|  | Oman                    | 1                  |                        |       |                    |                    |       |  |        |        |
|  | Oman                    | 1                  | Tunesië                | 1     |                    |                    |       |  |        |        |
|  | 11 december – Al Khawr  |                    | Tunesië                | 1     |                    |                    |       |  |        |        |
|  |                         | Egypte             | 0                      |       |                    |                    |       |  |        |        |
|  | Jordanië                | Egypte             | 0                      | 1     |                    |                    |       |  |        |        |
|  | Jordanië                |                    | 18 december – Al Khawr | 1     |                    |                    |       |  |        |        |
|  | Egypte                  | 3                  |                        |       |                    |                    |       |  |        |        |
|  | Egypte                  | 3                  | Tunesië                | 0     |                    |                    |       |  |        |        |
|  | 10 december – Al Wakrah |                    | Tunesië                | 0     |                    |                    |       |  |        |        |
|  |                         | Algerije           | 2                      |       |                    |                    |       |  |        |        |
|  | Qatar                   | Algerije           | 2                      | 5     |                    |                    |       |  |        |        |
|  | Qatar                   | 15 december – Doha |                        | 5     |                    |                    |       |  |        |        |
|  | V.A.E.                  | 0                  |                        |       |                    |                    |       |  |        |        |
|  | V.A.E.                  | 0                  | Qatar                  | 1     | derde plaats       | derde plaats       |       |  |        |        |
|  | 11 december – Doha      |                    | Qatar                  | 1     | derde plaats       | derde plaats       |       |  |        |        |
|  |                         | Algerije           | 2                      |       | 18 december – Doha | 18 december – Doha |       |  |        |        |
|  | Algerije                | Algerije           | 2                      | 2 (5) | 18 december – Doha | 18 december – Doha |       |  |        |        |
|  | Algerije                |                    |                        |       |                    | Egypte             | 0 (4) |  |        |        |
|  | Marokko                 | 2 (3)              |                        |       |                    | Egypte             | 0 (4) |  |        |        |
|  | Marokko                 | 2 (3)              | Qatar                  | 0 (5) |                    |                    |       |  |        |        |
|  |                         |                    | Qatar                  | 0 (5) |                    |                    |       |  |        |        |

### Kwartfinale
|                                                   |                       |              |                 |                                                                                            |
| 10 december 2021 «onderlinge duels» 18:00 (UTC+3) | Tunesië               | 2–1          | Oman            | Education Citystadion, Ar Rayyan Toeschouwers: 21.329 Scheidsrechter: Daniel Siebert (GER) |
| 10 december 2021 «onderlinge duels» 18:00 (UTC+3) | Jaziri 16' Msakni 69' | Externe link | 66' A. Al-Alawi | Education Citystadion, Ar Rayyan Toeschouwers: 21.329 Scheidsrechter: Daniel Siebert (GER) |

|                                                   |                                                                      |              |        |                                                                                    |
| 10 december 2021 «onderlinge duels» 22:00 (UTC+3) | Qatar                                                                | 5–0          | V.A.E. | Al Baytstadion, Al Khawr Toeschouwers: 63.439 Scheidsrechter: Andrés Matonte (URU) |
| 10 december 2021 «onderlinge duels» 22:00 (UTC+3) | Salmeen 6' (e.d.) Ali 28' (pen.), 45+3' Khoukhi 36' (pen.) Hatem 44' | Externe link |        | Al Baytstadion, Al Khawr Toeschouwers: 63.439 Scheidsrechter: Andrés Matonte (URU) |

|                                                   |                                 |              |               |                                                                                      |
| 11 december 2021 «onderlinge duels» 18:00 (UTC+3) | Egypte                          | 3–1 (n.v.)   | Jordanië      | Al Janoubstadion, Al Wakrah Toeschouwers: 28.306 Scheidsrechter: Said Mártinez (HON) |
| 11 december 2021 «onderlinge duels» 18:00 (UTC+3) | Hamdi 45' Refaat 99' Daoud 119' | Externe link | 12' Al-Naimat | Al Janoubstadion, Al Wakrah Toeschouwers: 28.306 Scheidsrechter: Said Mártinez (HON) |

|                                                   |                                   |              |                                          |                                                                                   |
| 11 december 2021 «onderlinge duels» 22:00 (UTC+3) | Marokko                           | 2–2 (n.v.)   | Algerije                                 | Al Thumamastadion, Doha Toeschouwers: 24.823 Scheidsrechter: Wilton Sampaio (BRA) |
| 11 december 2021 «onderlinge duels» 22:00 (UTC+3) | Nahiri 64' Benoun 111'            | Externe link | 62' (pen.) Brahimi 102' Belaïli          | Al Thumamastadion, Doha Toeschouwers: 24.823 Scheidsrechter: Wilton Sampaio (BRA) |
| 11 december 2021 «onderlinge duels» 22:00 (UTC+3) | Strafschoppen                     |              |                                          | Al Thumamastadion, Doha Toeschouwers: 24.823 Scheidsrechter: Wilton Sampaio (BRA) |
| 11 december 2021 «onderlinge duels» 22:00 (UTC+3) | Rahimi Benoun Jabrane El Berkaoui | 3–5          | Belaïli Bendebka Bedrane Benayada Tougai | Al Thumamastadion, Doha Toeschouwers: 24.823 Scheidsrechter: Wilton Sampaio (BRA) |

### Halve finale
|                                                   |                       |              |        |                                                                              |
| 15 december 2021 «onderlinge duels» 18:00 (UTC+3) | Tunesië               | 1–0          | Egypte | Stadion 974, Doha Toeschouwers: 36.427 Scheidsrechter: Alireza Faghani (IRN) |
| 15 december 2021 «onderlinge duels» 18:00 (UTC+3) | El Solia 90+5' (e.d.) | Externe link |        | Stadion 974, Doha Toeschouwers: 36.427 Scheidsrechter: Alireza Faghani (IRN) |

|                                                   |               |              |                             |                                                                                     |
| 15 december 2021 «onderlinge duels» 22:00 (UTC+3) | Qatar         | 1–2          | Algerije                    | Al Thumamastadion, Doha Toeschouwers: 42.405 Scheidsrechter: Szymon Marciniak (POL) |
| 15 december 2021 «onderlinge duels» 22:00 (UTC+3) | Muntari 90+7' | Externe link | 59' Benlamri 90+17' Belaïli | Al Thumamastadion, Doha Toeschouwers: 42.405 Scheidsrechter: Szymon Marciniak (POL) |

### Troostfinale
|                                                   |                                                       |            |                                                  |                                                                            |
| 18 december 2021 «onderlinge duels» 13:00 (UTC+3) | Egypte                                                | 0–0 (n.v.) | Qatar                                            | Stadion 974, Doha Toeschouwers: 30.978 Scheidsrechter: Facundo Tello (ARG) |
| 18 december 2021 «onderlinge duels» 13:00 (UTC+3) | Externe link                                          |            |                                                  | Stadion 974, Doha Toeschouwers: 30.978 Scheidsrechter: Facundo Tello (ARG) |
| 18 december 2021 «onderlinge duels» 13:00 (UTC+3) | Strafschoppen                                         |            |                                                  | Stadion 974, Doha Toeschouwers: 30.978 Scheidsrechter: Facundo Tello (ARG) |
| 18 december 2021 «onderlinge duels» 13:00 (UTC+3) | Magdi Kafsha El Soulia Hegazy El Fotouh Tawfik Sherif | 4–5        | Al Hayados Khoukhi Hassan Alaaeldin Afif Boudiaf | Stadion 974, Doha Toeschouwers: 30.978 Scheidsrechter: Facundo Tello (ARG) |

### Finale
|                                                   |         |              |                           |                                                                                    |
| 18 december 2021 «onderlinge duels» 18:00 (UTC+3) | Tunesië | 0–2 (n.v.)   | Algerije                  | Al Baytstadion, Al Khawr Toeschouwers: 60.456 Scheidsrechter: Daniel Siebert (GER) |
| 18 december 2021 «onderlinge duels» 18:00 (UTC+3) |         | Externe link | 99' Sayoud 120+5' Brahimi | Al Baytstadion, Al Khawr Toeschouwers: 60.456 Scheidsrechter: Daniel Siebert (GER) |